# Episodi di NOS4A2 (seconda stagione)
La seconda stagione della serie televisiva NOS4A2, composta da 10 episodi, è sarà trasmessa negli Stati Uniti su AMC dal 21 giugno al 23 agosto 2020.
In Italia, la stagione è stata interamente distribuita su Prime Video il 23 ottobre 2020.
| n° | Titolo originale         | Titolo italiano           | Prima TV USA   | Pubblicazione Italia |
| -- | ------------------------ | ------------------------- | -------------- | -------------------- |
| 1  | Bad Mother               | La morte di Charlie Manx  | 21 giugno 2020 | 23 ottobre 2020      |
| 2  | Good Father              | Un buon padre             | 28 giugno 2020 | 23 ottobre 2020      |
| 3  | The Night Road           | La strada della notte     | 5 luglio 2020  | 23 ottobre 2020      |
| 4  | The Lake House           | La casa sul lago          | 12 luglio 2020 | 23 ottobre 2020      |
| 5  | Bruce Wayne McQueen      | Bruce Wayne McQueen       | 19 luglio 2020 | 23 ottobre 2020      |
| 6  | The Hourglass            | L'orologio a sabbia       | 26 luglio 2020 | 23 ottobre 2020      |
| 7  | Cripple Creek            | L'altra Mille             | 2 agosto 2020  | 23 ottobre 2020      |
| 8  | Chris McQueen            | Chris McQueen             | 9 agosto 2020  | 23 ottobre 2020      |
| 9  | Welcome to Christmasland | Benvenuto a Christmasland | 16 agosto 2020 | 23 ottobre 2020      |
| 10 | Bats                     | Il mondo del pensiero     | 23 agosto 2020 | 23 ottobre 2020      |